# Józef Knapik
Józef Knapik (ur. 3 marca 1920 w Sierakowie, zm. 6 czerwca 1999) – polski katolicki działacz społeczny, poseł na Sejm PRL III i IV kadencji (1961–1969).

## Życiorys
Posiadał wykształcenie średnie. W 1941 został członkiem Narodowej Organizacji Wojskowej, w którym był kierownikiem propagandy na region Bochni i Wieliczki. W 1943 NOW wcielono do Armii Krajowej. Jako byłego żołnierza AK w styczniu 1945 zaaresztowało go NKWD, w marcu tego samego roku zesłano go do łagru w syberyjskim Bułanażu. Po kilku miesiącach z powodu choroby reumatycznej został zwolniony i powrócił do kraju.
W 1956 został kierownikiem kieleckiego oddziału „Słowa Powszechnego” i członkiem Stowarzyszenia „Pax”. W latach 1957–1991 przewodniczył założonemu przez siebie wojewódzkiemu oddziałowi tej organizacji. Z jego ramienia w 1961 uzyskał mandat posła na Sejm PRL III kadencji w okręgu Kielce. Zasiadał w Komisjach Kultury i Sztuki oraz Pracy i Spraw Socjalnych. W 1965 odnowił mandat w Sejmie, pracował w Komisjach Kultury i Sztuki oraz Spraw Wewnętrznych. Był także radnym Wojewódzkiej Rady Narodowej w Kielcach oraz wiceprezesem kieleckiego oddziału Związku Sybiraków.
W 1964 otrzymał Krzyż Kawalerski Orderu Odrodzenia Polski, a w 1997 Medal za Długoletnie Pożycie Małżeńskie. Był synem Franciszka. Pochowany wraz z żoną Krystyną (zm. 2008) i synem Tadeuszem (1953–2017) na cmentarzu komunalnym w Cedzynie.